# Milseburg
El Milseburg és una muntanya de 835 metres situada la serralada de Rhön d'Alemanya. Alexander von Humboldt va anomenar-la la "muntanya alemanya més bella"